# قائمة الدول ذات السيادة حسب معدل التوظيف
فيما يلي قائمة البلدان ذات السيادة حسب معدل العمالة (التوظيف)، أي نسبة البالغين العاملين في سن العمل. يختلف تعريف "سن العمل" من دولة لأخرى، حيث تعتمد العديد من المصادر، بما في ذلك منظمة التعاون الاقتصادي والتنمية، سن 15-64 عامًا، في حين تعتمد يوروستات سن 20-64 عامًا، ويعتمد مكتب إحصاءات العمل في الولايات المتحدة سن 16 عامًا فأكثر (لا يوجد حد أعلى عند سن 65 عامًا فأكثر)، ويعتمد مكتب الإحصاءات الوطنية في المملكة المتحدة سن 16-64 عامًا.

## القائمة
| الدولة                                   | النسبة (%) | الأعمار | السنة    | المصدر                                         |
| ---------------------------------------- | ---------- | ------- | -------- | ---------------------------------------------- |
| آيسلندا                                  | 81.9       | 15–64   | 2021     | منظمة التعاون الاقتصادي والتنمية               |
| هولندا                                   | 80.8       | 15–64   | 2021     | منظمة التعاون الاقتصادي والتنمية               |
| سويسرا                                   | 80.1       | 15–64   | 2021     | منظمة التعاون الاقتصادي والتنمية               |
| نيوزيلندا                                | 79.2       | 15–64   | 2021     | منظمة التعاون الاقتصادي والتنمية               |
| اليابان                                  | 78.0       | 15–64   | 2021     | منظمة التعاون الاقتصادي والتنمية               |
| النرويج                                  | 77.5       | 15–64   | 2021     | منظمة التعاون الاقتصادي والتنمية               |
| ألمانيا                                  | 76.8       | 15–64   | 2021     | منظمة التعاون الاقتصادي والتنمية               |
| الدنمارك                                 | 76.5       | 15–64   | 2021     | منظمة التعاون الاقتصادي والتنمية               |
| السويد                                   | 76.0       | 15–64   | 2021     | منظمة التعاون الاقتصادي والتنمية               |
| المملكة المتحدة                          | 75.5       | 15–64   | 2021     | منظمة التعاون الاقتصادي والتنمية               |
| أستراليا                                 | 75.3       | 15–64   | 2021     | منظمة التعاون الاقتصادي والتنمية               |
| الصين                                    | 75.1       | 15–64   | 2010     | منظمة التعاون الاقتصادي والتنمية               |
| جمهورية التشيك                           | 75.0       | 15–64   | 2021     | منظمة التعاون الاقتصادي والتنمية               |
| إستونيا                                  | 75.0       | 15–64   | 2021     | منظمة التعاون الاقتصادي والتنمية               |
| كندا                                     | 74.7       | 15–64   | 2021     | منظمة التعاون الاقتصادي والتنمية               |
| المجر                                    | 73.9       | 15–64   | 2021     | منظمة التعاون الاقتصادي والتنمية               |
| مالطا                                    | 73.8       | 15–64   | 2020     | منظمة التعاون الاقتصادي والتنمية               |
| فنلندا                                   | 73.5       | 15–64   | 2021     | منظمة التعاون الاقتصادي والتنمية               |
| ليتوانيا                                 | 73.4       | 15–64   | 2021     | منظمة التعاون الاقتصادي والتنمية               |
| النمسا                                   | 73.3       | 15–64   | 2021     | منظمة التعاون الاقتصادي والتنمية               |
| أيرلندا                                  | 72.4       | 15–64   | 2021     | منظمة التعاون الاقتصادي والتنمية               |
| سلوفينيا                                 | 72.4       | 15–64   | 2021     | منظمة التعاون الاقتصادي والتنمية               |
| روسيا                                    | 72.2       | 15–64   | 2021     | منظمة التعاون الاقتصادي والتنمية               |
| البرتغال                                 | 71.0       | 15–64   | 2021     | منظمة التعاون الاقتصادي والتنمية               |
| بولندا                                   | 70.9       | 15–64   | 2021     | منظمة التعاون الاقتصادي والتنمية               |
| الولايات المتحدة                         | 70.5       | 15–64   | 2021     | منظمة التعاون الاقتصادي والتنمية               |
| سلوفاكيا                                 | 70.5       | 15–64   | 2021     | منظمة التعاون الاقتصادي والتنمية               |
| لاتفيا                                   | 70.2       | 15–64   | 2021     | منظمة التعاون الاقتصادي والتنمية               |
| قبرص                                     | 69.9       | 15–64   | 2020     | منظمة التعاون الاقتصادي والتنمية               |
| لوكسمبورغ                                | 69.4       | 15–64   | 2021     | منظمة التعاون الاقتصادي والتنمية               |
| منظمة التعاون الاقتصادي والتنمية Average | 68.5       | 15–64   | 2021     | منظمة التعاون الاقتصادي والتنمية               |
| بلغاريا                                  | 68.5       | 15–64   | 2020     | منظمة التعاون الاقتصادي والتنمية               |
| إسرائيل                                  | 68.2       | 15–64   | 2021     | منظمة التعاون الاقتصادي والتنمية               |
| فرنسا                                    | 67.7       | 15–64   | 2021     | منظمة التعاون الاقتصادي والتنمية               |
| كوريا الجنوبية                           | 67.2       | 15–64   | 2021     | منظمة التعاون الاقتصادي والتنمية               |
| بلجيكا                                   | 66.0       | 15–64   | 2021     | منظمة التعاون الاقتصادي والتنمية               |
| إندونيسيا                                | 65.9       | 15–64   | 2019     | منظمة التعاون الاقتصادي والتنمية               |
| رومانيا                                  | 65.6       | 15–64   | 2020     | منظمة التعاون الاقتصادي والتنمية               |
| إسبانيا                                  | 63.8       | 15–64   | 2021     | منظمة التعاون الاقتصادي والتنمية               |
| كرواتيا                                  | 62.0       | 15–64   | 2020     | منظمة التعاون الاقتصادي والتنمية               |
| المكسيك                                  | 61.9       | 15–64   | 2021     | منظمة التعاون الاقتصادي والتنمية               |
| ألبانيا                                  | 60.6       | 15–64   | 2020     | INSTAT                                         |
| تشيلي                                    | 60.2       | 15–64   | 2021     | منظمة التعاون الاقتصادي والتنمية               |
| إيطاليا                                  | 59.4       | 15–64   | 2021     | منظمة التعاون الاقتصادي والتنمية               |
| اليونان                                  | 59.2       | 15–64   | 2021     | منظمة التعاون الاقتصادي والتنمية               |
| كوستاريكا                                | 58.5       | 15–64   | 2021     | منظمة التعاون الاقتصادي والتنمية               |
| كولومبيا                                 | 57.9       | 15–64   | 2021     | منظمة التعاون الاقتصادي والتنمية               |
| البرازيل                                 | 56.7       | 15–64   | 2020     | منظمة التعاون الاقتصادي والتنمية               |
| مقدونيا الشمالية                         | 54.7       | 15–64   | 2020     | منظمة التعاون الاقتصادي والتنمية               |
| تركيا                                    | 51.7       | 15–64   | 2021     | منظمة التعاون الاقتصادي والتنمية               |
| الهند                                    | 49.0       | 15–64   | 2020     | منظمة التعاون الاقتصادي والتنمية               |
| مولدوفا                                  | 47.6       | 15–64   | Q2, 2021 | Moldova National Bureau of Statistics          |
| صربيا                                    | 47.4       | 15–64   | 2019     | Statistical Office of the Republic of Serbia   |
| البوسنة والهرسك                          | 43.0       | 15–64   | 2017     | Agency of Statistics of Bosnia and Herzegovina |
| كوسوفو                                   | 40.2       | 15–64   | Q3, 2016 | Kosovo Agency of Statistics                    |
| جنوب إفريقيا                             | 36.5       | 15–64   | 2021     | منظمة التعاون الاقتصادي والتنمية               |

ولأغراض المقارنة، تستخدم هذه المقالة إحصاءات منظمة التعاون الاقتصادي والتنمية (حيثما تتوفر).
* يشير إلى روابط "البطالة في الدولة أو المنطقة".